# Lewis A. Swift
Lewis A. Swift, ameriški astronom, * 20. februar 1820, Okrožje Monroe, New York, ZDA, † 5. januar 1913.

## Življenje in delo
Med letoma 1862 in 1899 je Swift odkril 13 kometov, med njimi periodične komete: 11P/Tempel-Swift-LINEAR, 64P/Swift-Gehrels in 109P/Swift-Tuttle.
Leta 1878 je ob popolnem Sončevem mrku verjel da je odkril dva planeta tipa Vulkana (planeti znotraj Merkurjevega tira), vendar se je motil. Watson je na observatoriju v Ann Arborju odkril zvezdo 2,5 stopinje jugozahodno od Sonca. Watson in Swift sta Vulkan najbrž zamenjala s kakšnim kometom, ki je letel mimo Sonca. Domnevni planet Vulkan je leta 1845 tako imenoval Le Verrier.
Swift je odkril tudi več meglic in galaksij:
- IC 10, 1887
- NGC 6, 1885; neodvisno od lorda Rosseja, NGC 20 (1857)
- NGC 17, 1886
- NGC 19, 1885
- NGC 21, 1885; neodvisno od Williama Herschla, NGC 29 (1790)
- NGC 27, 1884
- NGC 35, 1884
- NGC 47, NGC 58; neodvisno od Templa
- NGC 48, 1885
- NGC 49, 1885
- NGC 51, 1885
- NGC 64, 1886
- NGC 73, 1886
- NGC 75, 1886
- NGC 100, 1885
- NGC 112, 1885
- NGC 150, 1886
- NGC 151, 1886; neodvisno od Williama Herschla, NGC 153 (1785)
- NGC 155, 1886
- NGC 161, 1886
- NGC 190, 1886
- NGC 237, 1886
- NGC 240, 1886
- NGC 250, 1885
- NGC 262, 1885
- NGC 317B, 1885
- NGC 332, 1886
- NGC 1042, 1885
- NGC 6050A, 1886
- NGC 6622, 1885
- NGC 6951, 1885; neodvisno od Coggie, NGC 6952 (1877)

Tudi njegov sin Edward Doane Swift (rojen 1871) je bil astronom.

## Priznanja

### Nagrade
Leta 1897 je prvi prejel medaljo Jackson-Gwiltove Kraljeve astronomske družbe.

### Poimenovanja
Po njem se imenuje asteroid glavnega pasu 5035 Swift in krater Swift na Luni.